# Violetto di metile
Il violetto di metile è una famiglia di composti organici utilizzati principalmente come coloranti e disinfettanti. A seconda del numero di gruppi metilici attaccati, il colore può essere alterato e variare. Il suo utilizzo principale è come reagente nella colorazione di Gram, come colorante viola per tessuti e per dare colori viola intenso a vernici e inchiostri. Viene anche utilizzato come indicatore di idratazione per gel di silice. Il violetto di metile 10B è anche noto come cristalvioletto (e molti altri nomi) e ha usi medici.

## Struttura
Il termine metil violetto comprende tre composti che differiscono per il numero di gruppi metilici attaccati al gruppo funzionale amminico. Sono tutti solubili in acqua, etanolo, glicole dietilenico e glicole dipropilenico.
| Nome              | Violetto di metile 2B | Violetto di metile 6B | Violetto di metile 10B (cristalvioletto) |
| Struttura         |                       |                       | Methyl violet 10B                        |
| Formula (sale)    | C23H26ClN3            | C24H28ClN3            | C25H30ClN3                               |
| Numero CAS        | 84215-49-6            | 8004-87-3             | 548-62-9                                 |
| CI                | 42536                 | 42535                 | 42555                                    |
| ChemSpider ID     | 21164086              | 170606                | 10588                                    |
| PubChem ID        | 91997555              | 196986                | 11057                                    |
| Formula (catione) | C23H26N3+             | C24H28N3+             | C25H30N3+                                |
| ChemSpider ID     |                       | 2006225               | 3349 9080056 10354393                    |
| PubChem ID        |                       | 2724053               | 3468                                     |

### Violetto di metile 2B
Il violetto di metile 2B (nome IUPAC: N-(4-(bis(4-(dimethylamino)phenyl)methylene)cyclohexa-2,5-dien-1-ylidene)methanaminium chloride) è una polvere verde solubile in acqua ed etanolo ma non in xilene. Appare gialla in soluzione di pH basso (~0,15) e cambia in viola con pH che aumenta verso 3,2.

### Violetto di metile 10B

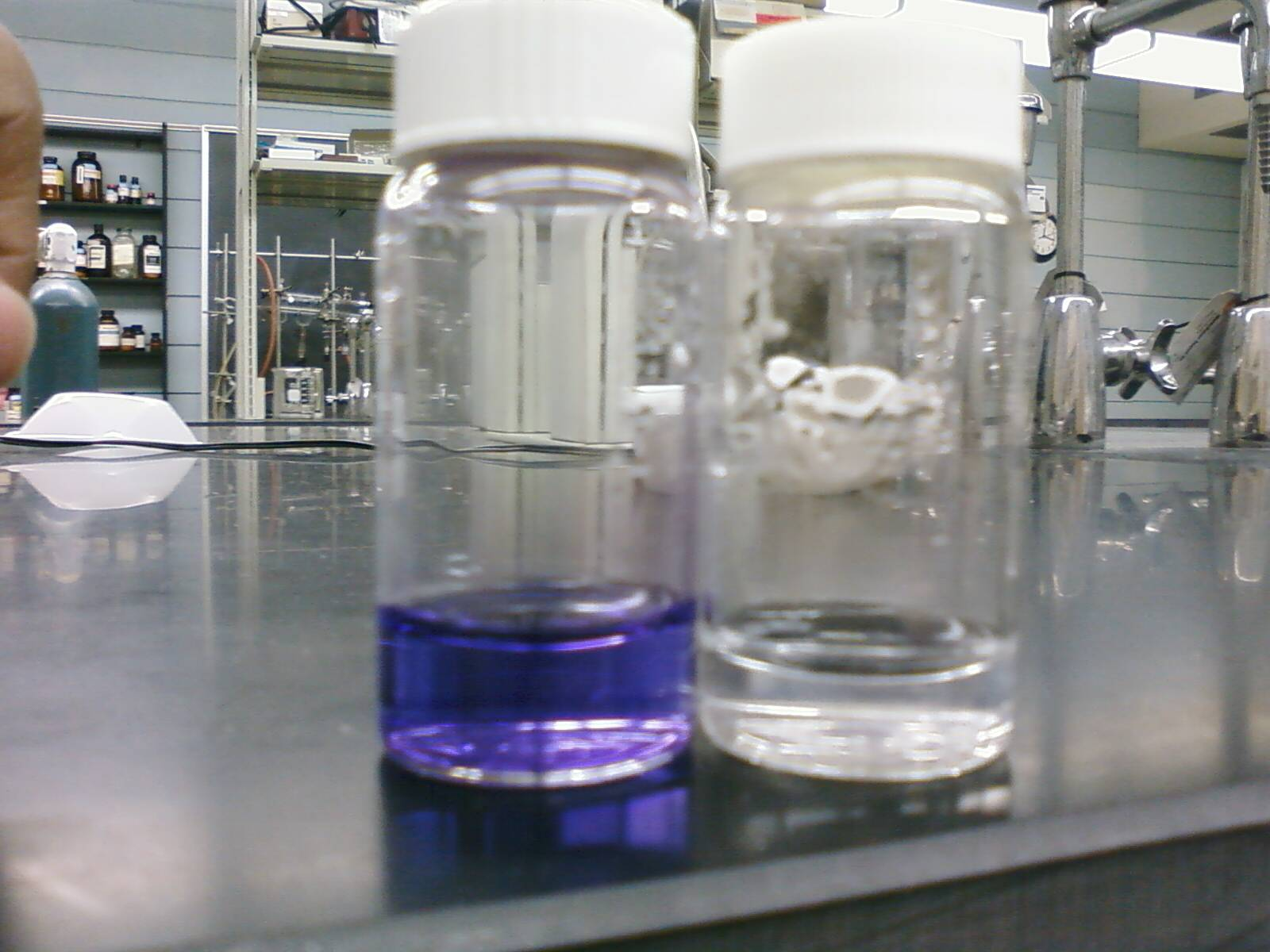
Violetto di metile 10B o cristalvioletto (a sinistra)

Il violetto di metile 10B ha sei gruppi metilici. È noto in medicina come violetto di genziana (o cristalvioletto o pioctanina(e)) ed è il principio attivo di una colorazione di Gram, usata per classificare i batteri. Viene utilizzato come indicatore di pH, con un range compreso tra 0 e 1,6. La forma protonata (che si trova in condizioni acide) è gialla, virando al blu-viola al di sopra dei livelli di pH di 1,6. Il violetto di genziana distrugge le cellule e può essere utilizzato come disinfettante. I composti legati al violetto di metile sono potenziali cancerogeni.
Il metilvioletto 10B inibisce la crescita di molti batteri Gram positivi, ad eccezione degli streptococchi. Se usato insieme all'acido nalidixico (che distrugge i batteri gram-negativi), può essere usato per isolare i batteri degli streptococchi per la diagnosi di un'infezione.

## Degradazione
Il metil violetto è un veleno mutageno e mitotico, pertanto esistono preoccupazioni per quanto riguarda l'impatto ecologico del rilascio di metil violetto nell'ambiente. Il violetto di metile è stato utilizzato in grandi quantità per la tintura di tessuti e carta e il 15% di tali coloranti prodotti in tutto il mondo viene rilasciato nell'ambiente nelle acque reflue. Sono stati sviluppati numerosi metodi per trattare l'inquinamento da metil violetto. I tre più importanti sono lo sbiancamento chimico, la biodegradazione e la fotodegradazione.

### Sbiancamento chimico
Lo sbiancamento chimico si ottiene mediante ossidazione o riduzione. L'ossidazione può distruggere completamente il colorante, ad esempio attraverso l'uso di sodio (NaClO, candeggina comune) o perossido di idrogeno. La riduzione del violetto di metile si verifica nei microrganismi ma può essere ottenuta chimicamente utilizzando ditionito di sodio.

### Biodegradazione
La biodegradazione è stata ben studiata a causa della sua rilevanza per gli impianti di depurazione con microrganismi specializzati. Due microrganismi che sono stati studiati in modo approfondito sono il fungo del marciume bianco e il batterio Nocardia corallina.

### Fotodegradazione
La luce da sola non degrada rapidamente il violetto di metile, ma il processo viene accelerato con l'aggiunta di semiconduttori a grande banda proibita, biossido di titanio o ossido di zinco.

### Altri metodi
Sono stati sviluppati molti altri metodi per trattare la contaminazione dei coloranti in una soluzione, tra cui la degradazione elettrochimica, lo scambio ionico, la degradazione laser e l'assorbimento su vari solidi come il carbone attivo.